# Bellis sylvestris
La pratolina autunnale (nome scientifico  Bellis sylvestris Cirillo, 1792) è una specie di piante angiosperme dicotiledoni della famiglia delle Asteraceae, sottofamiglia Asteroideae, tribù Astereae (Bellis lineage) e sottotribù Bellidinae.

## Etimologia
Per i fiori così comuni come questo, l'etimologia del nome è sempre un problema in quanto si deve risalire parecchio indietro nel tempo. Alcuni dicono che il nome derivi da Bellide, una delle barbare e crudeli figlie (chiamate Danaidi) di Dànao, re di Argo; altri lo fanno derivare dal latino bellum (= guerra) in riferimento alle sue presunte capacità di guarire le ferite. Più facilmente, secondo i filologi moderni, il suo nome deriva dall'aggettivo (sempre latino) bellus (= bello, grazioso) con riferimento alla delicata freschezza di questo fiorellino. L'epiteto specifico (sylvestris) fa riferimento al suo habitat abituale (nei boschi).

Il binomio scientifico attualmente accettato (Bellis sylvestris) è stato proposto dal medico e botanico italiano Domenico Cirillo (1739 – 1799) nella pubblicazione "Plantarum Rariorum Regni Neapolitani. Napoli" (Pl. Rar. Neapol. 2: 22, t. 4.) del 1792.

## Descrizione

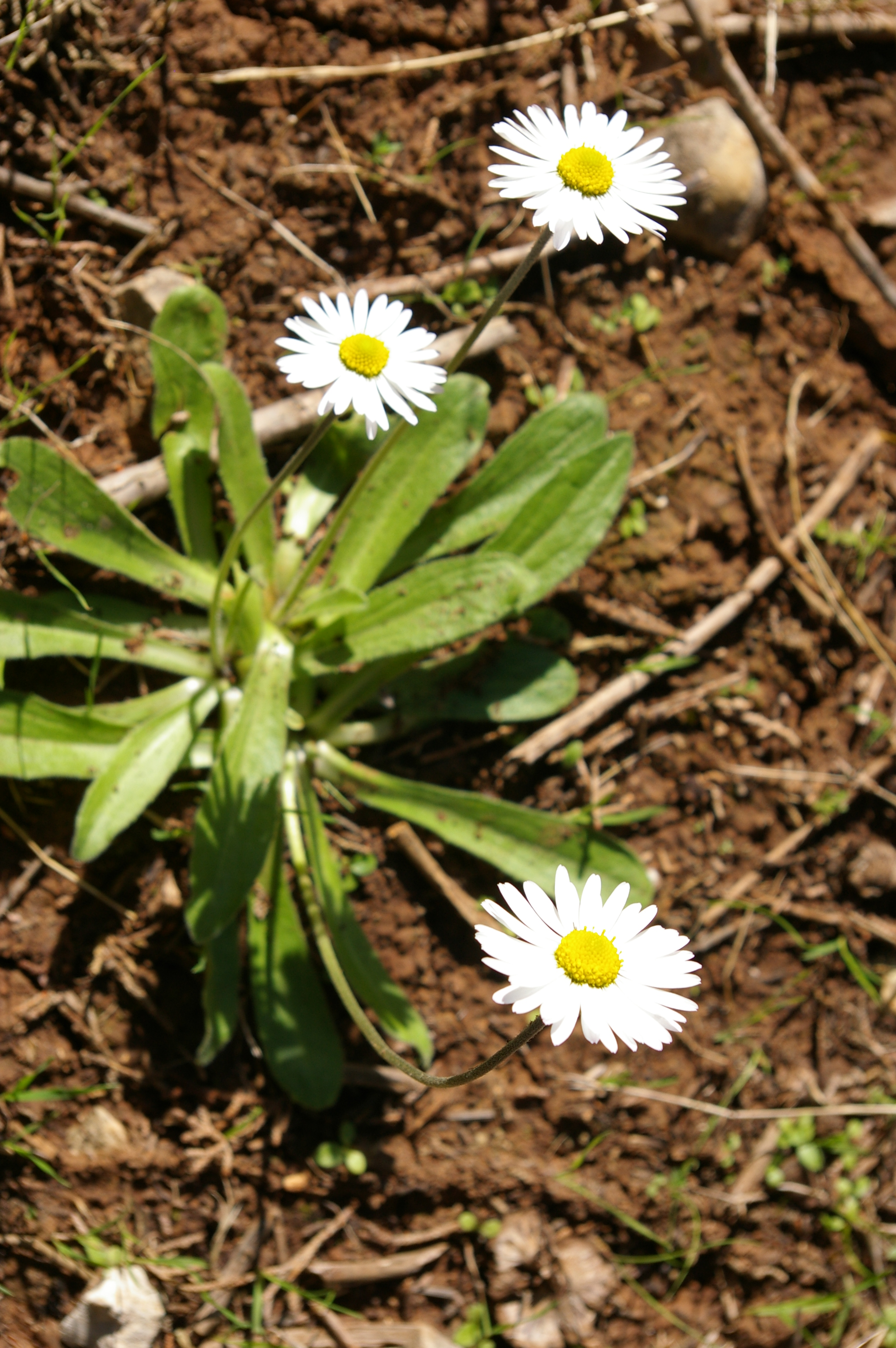
Portamento

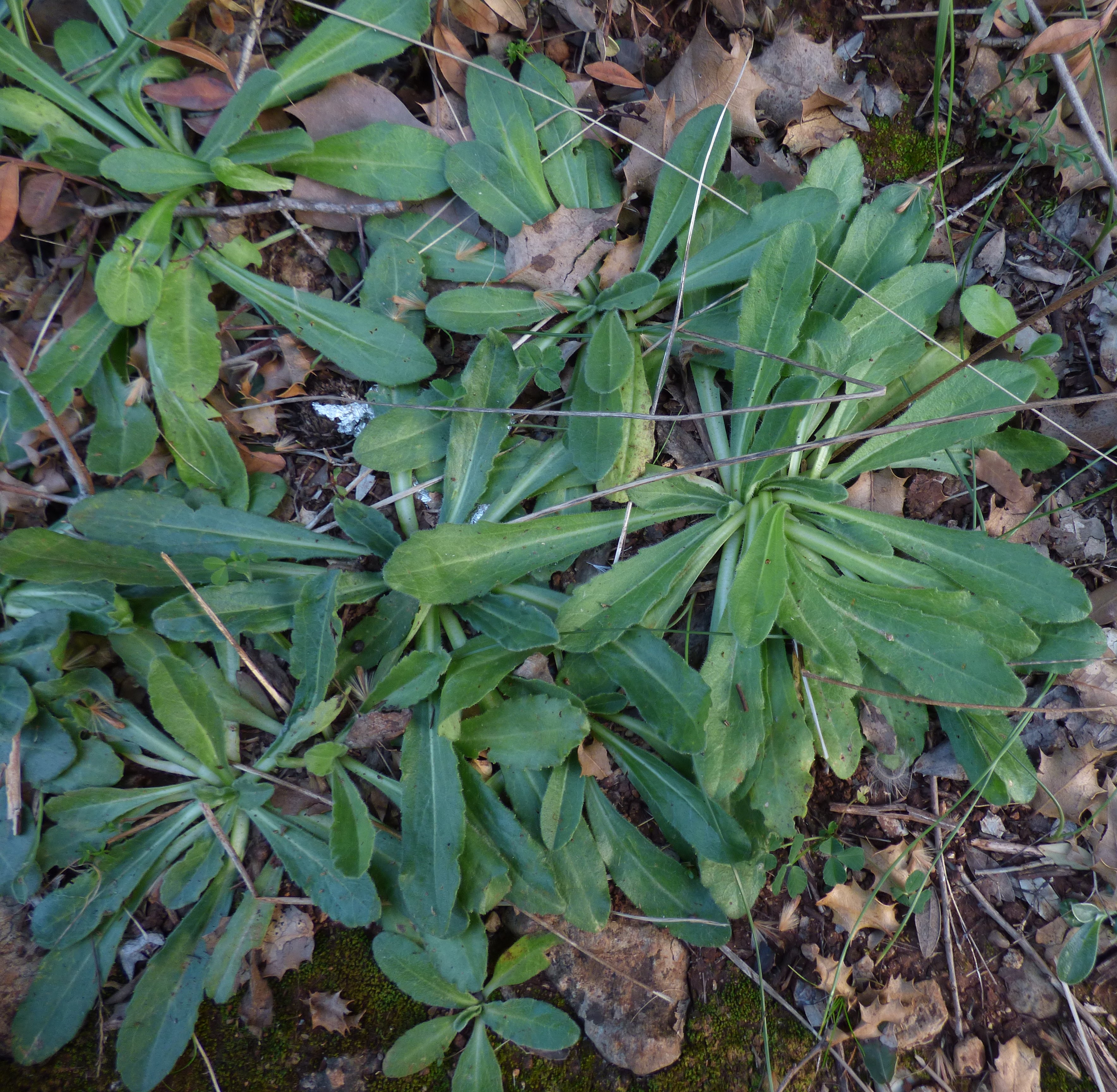
La rosetta basale

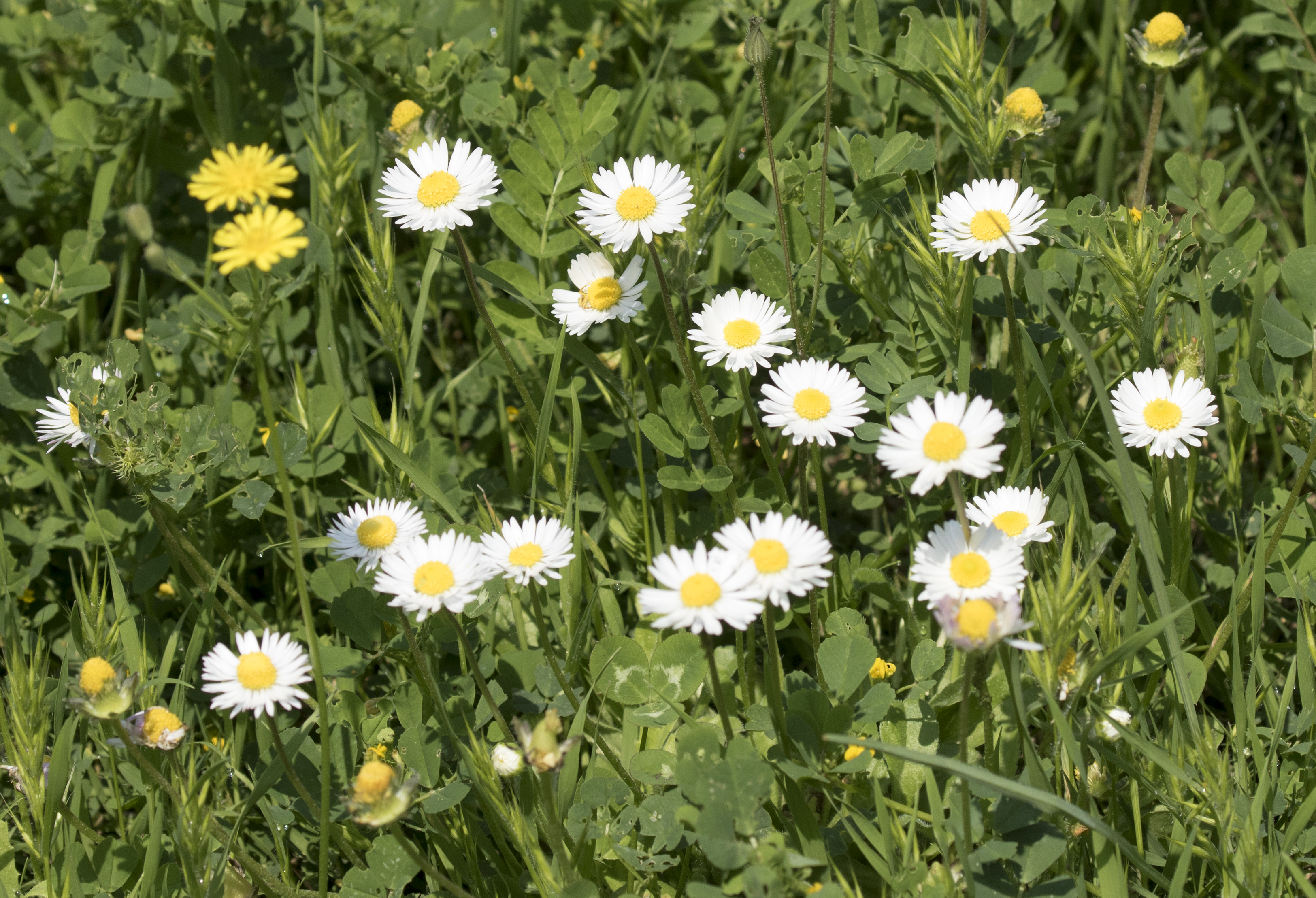
Infiorescenza

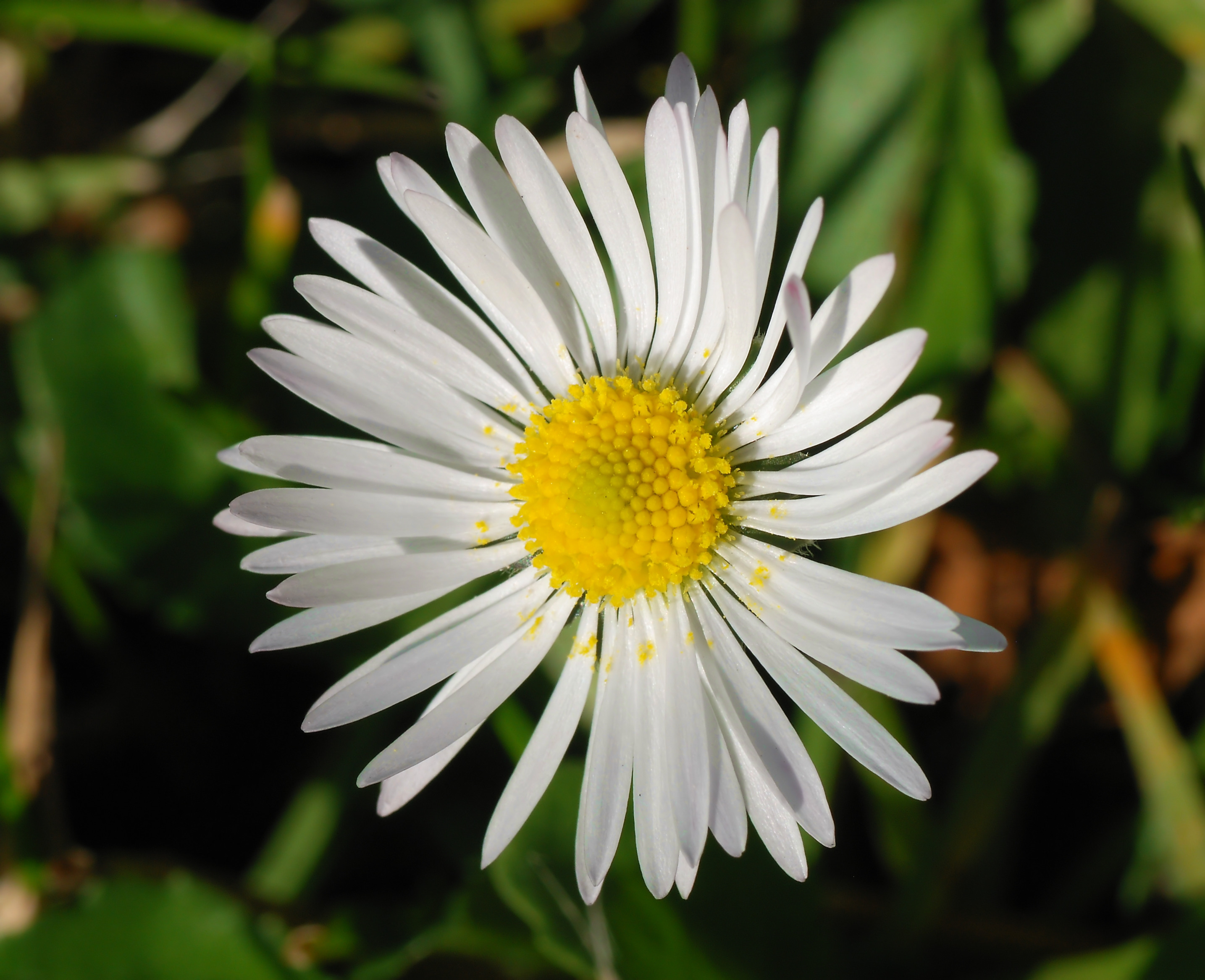
I fiori

Portamento.  Le specie di questo genere hanno un habitus di tipo erbaceo annuale o brevemente perenne. Sono piante più o meno acauli, senza un fusto vero e proprio: il peduncolo fiorale nasce direttamente dalla rosetta basale. La forma biologica prevalente è emicriptofita rosulata (H ros), ossia sono piante erbacee (quasi cespitose) perenni con gemme svernanti al livello del suolo e protette dalla lettiera o dalla neve con delle foglie disposte a formare una rosetta basale.
Radici. Le radici sono secondarie da fittone.
Fusto. 
- Parte ipogea: la parte sotterranea consiste in un breve rizoma (a carattere fittonante).
- Parte epigea: la parte aerea è eretta, ispessita e priva di foglie (è afilla), alla sommità della quale si trova l'infiorescenza. La superficie è ricoperta da una sottile peluria. L'altezza della pianta di aspetto vellutato varia tra i 10 – 30 cm.

Foglie. In questa specie è presente solamente una rosetta basale con foglie obovato-subrotonde (o anche oblanceolate) allungate e ristrette verso il picciolo (alato) mentre la parte più larga è verso l'apice della foglia. La lamina è pubescente, semplice e lievemente dentata (o crenulata) verso l'apice; la superficie è percorsa da 3 – 5 nervi sporgenti. Dimensioni delle foglie: larghezza 2 – 3 cm; lunghezza 5 – 8 cm. Lunghezza del picciolo: 2 – 4 cm.
Infiorescenza. Le sinflorescenze sono del tipo uniflora, composte da un unico capolino. Le infiorescenze vere e proprie sono composte da un capolino terminale peduncolato di tipo radiato con fiori eterogami. I capolini sono formati da un involucro, con forme cilindriche, composto da diverse brattee, al cui interno un ricettacolo fa da base ai fiori di due tipi: fiori del raggio e fiori del disco. Le brattee, piatte (e verdi) con forme da ovate a ovali e arrotondate o appuntite all'apice e ricoperte da una sottile e irregolare peluria, a consistenza erbacea, sono disposte in modo più o meno embricato su due serie. Il ricettacolo in genere è nudo ossia senza pagliette a protezione della base dei fiori; la forma è piatta oppure da conica a emisferica. Diametro dei capolini:  3 – 4 cm. Lunghezza delle squame: 7 – 10 mm.
Fiori.  I fiori sono tetra-ciclici (formati cioè da 4 verticilli: calice – corolla – androceo – gineceo) e pentameri (calice e corolla formati da 5 elementi). Si distinguono in:
- fiori del raggio (esterni): sono femminili (fertili) e sono disposti su più serie; la forma è ligulata (zigomorfa) allargata;
- fiori del disco (centrali): sono più numerosi con forme brevemente tubulose (attinomorfe); sono ermafroditi.

- Formula fiorale:

*/x K {\displaystyle \infty }, [C (5), A (5)], G 2 (infero), achenio
- Calice: i sepali del calice sono ridotti ad una coroncina di squame.
- Corolla: 
  - fiori del raggio: la forma della corolla alla base è più o meno tubulosa-imbutiforme, mentre all'apice è ligulata; la ligula allargata può terminare con alcuni dentelli appena visibili; il colore è bianco con sfumature rosate; i petali esterni si chiudono di notte sul capolino per poi riaprirsi al mattino. Lunghezza delle ligule: 12 – 15 mm.
  - fiori del disco: la forma è tubulare bruscamente divaricata in 5 lobi; i lobi, patenti o eretti, hanno una forma deltata o più o meno lanceolata; il colore è giallo.
- Androceo: l'androceo è formato da 5 stami sorretti da filamenti generalmente liberi; gli stami sono connati e formano un manicotto circondante lo stilo; le teche (produttrici del polline) alla base sono troncate e sono lievemente auricolate (molto raramente sono speronate o hanno una coda); le appendici apicali delle antere hanno delle forme piatte e lanceolate; il tessuto endoteciale (rivestimento interno dell'antera) è quasi sempre polarizzato (con due superfici distinte: una verso l'esterno e una verso l'interno). Il polline è sferico con un diametro medio di circa 25 micron;  è tricolporato (con tre aperture sia di tipo a fessura che tipo isodiametrica o poro) ed è echinato (con punte sporgenti).[11][14] Lunghezza delle antere: 1 mm.
- Gineceo: l'ovario è infero uniloculare formato da 2 carpelli.[7] Lo stilo (il recettore del polline) è profondamente bifido (con due stigmi divergenti) e con le linee stigmatiche marginali e separate.[15] I due bracci dello stilo hanno una forma deltata e possono essere papillosi.

Frutti. I frutti sono degli acheni con pappo; in alcune specie è presente un certo dimorfismo (gli acheni dei fiori del raggio differiscono dagli acheni dei fiori del disco);
- achenio: gli acheni hanno delle forme compresse con un paio di coste; la superficie è irsuta; la parete dell'achenio è formata da celle contenenti rafidi ma prive di fitomelanina; il carpoforo normalmente è anulare; il frutto è indeiscente; lunghezza dell'achenio: 2 mm;
- pappo: il pappo, molto ridotto o anche assente, è formato da una corta corona di setole/scaglie.

## Biologia
Impollinazione: l'impollinazione avviene tramite insetti (impollinazione entomogama tramite farfalle diurne e notturne).

Riproduzione: la fecondazione avviene fondamentalmente tramite l'impollinazione dei fiori (vedi sopra). In alcune specie è possibile anche una propagazione di tipo clonale favorita ad esempio nei prati falciati di frequente.

Dispersione: i semi (gli acheni) cadendo a terra sono successivamente dispersi soprattutto da insetti tipo formiche (disseminazione mirmecoria). In questo tipo di piante avviene anche un altro tipo di dispersione: zoocoria. Infatti gli uncini delle brattee dell'involucro (se presenti) si agganciano ai peli degli animali di passaggio disperdendo così anche su lunghe distanze i semi della pianta. Inoltre per merito del pappo il vento può trasportare i semi anche a distanza di alcuni chilometri (disseminazione anemocora).

## Distribuzione e habitat

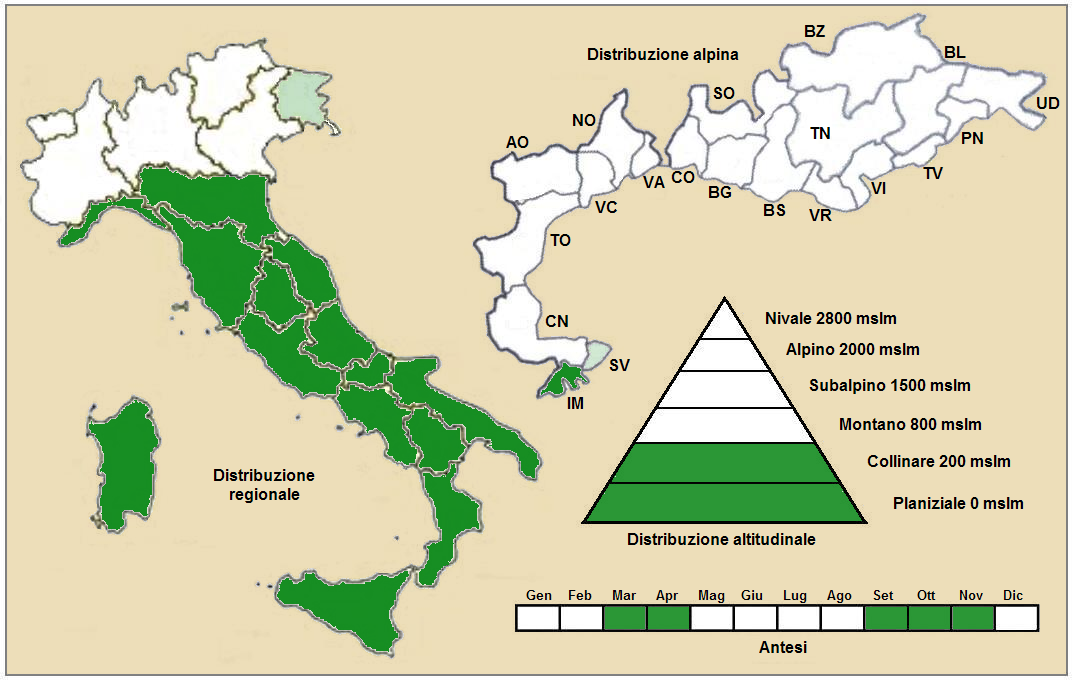
Distribuzione della pianta (Distribuzione regionale – Distribuzione alpina

Geoelemento: il tipo corologico (area di origine) è Steno - Mediterraneo.
Distribuzione: in Italia è presente al centro-sud e isole (al nord arriva fino in Liguria e forse nel Friuli-Venezia Giulia essendo presente nella penisola istriana. Nelle Alpi è presente all'estremo occidentale (oltre alla Liguria, nei dipartimenti francesi di Alpes-de-Haute-Provence e Alpes-Maritimes). Sugli altri rilievi europei si trova nel Massiccio Centrale, Pirenei e Monti Balcani.
Habitat: l'habitat tipico sono gli incolti, i pascoli e gli oliveti; ma anche ambienti ruderali, scarpate e aree abbandonate. In collina i suoi habitat preferiti sono le praterie rase e pietrose dei piani collinari ed eventualmente montani, ma in genere è poco resistente ai climi freddi. Il substrato preferito è calcareo con pH basico e terreno con bassi valori nutrizionali e piuttosto arido.
Distribuzione altitudinale: sui rilievi queste piante si possono trovare fino a 1.400 m s.l.m.; frequentano quindi i seguenti piani vegetazionali: collinare  (oltre a quello planiziale – a livello del mare).

## Fitosociologia

### Areale alpino
Dal punto di vista fitosociologico alpino la specie di questa voce appartiene alla seguente comunità vegetale:
Formazione: delle comunità a emicriptofite e camefite delle praterie rase magre secche
Classe: Lygeo-Stipetea
Ordine: Brachypodietalia phoenicoidis

### Arale italiano
Per l'areale completo italiano Bellis sylvestris appartiene alla seguente comunità vegetale:
Macrotipologia: vegetazione erbacea sinantropica, ruderale e megaforbieti
Classe: Artemisietea vulgaris Lohmeyer, Preising & Tüxen ex Von Rochow, 1951
Ordine: Crachypodio ramosi-dactyletalia hispanicae Biondi, Filigheddu & Farris, 2001
Alleanza: Leontodo tuberosi-bellidion sylvestris Biondi, Filigheddu & Farris, 2001
Descrizione: l'alleanza Brachypodion phoenicoidis è costituita da erbacce emicriptofite rosulate (ma anche scapose) perenni a fitta copertura. Sono presenti anche geofite bulbose e rizomatose con sviluppo vegetativo in inverno e fioritura precoce in primavera. Le ecologie presenti sono soprattutto le praterie perenni il cui sviluppo è favorito nella stagione invernale con fioritura primaverile, tipiche del macroclima mediterraneo. Sono compresi i piani bioclimatici da termo- a mesomediterranei. I suoli sono profondi, argillosi e non troppo inclinati. La distribuzione di questa alleanza è tipica della Sardegna centro-settentrionale, Sicilia e Lazio meridionale. In Europa è presente nella Penisola Iberica, nella Francia meridionale, nelle Isole Baleari e nella Corsica.
Specie presenti nell'associazione: Arisarum vulgare, Dactylis hispanica, Daucus carota subsp. hispanicus, Beta vulgaris subsp. maritima, Plantago lanceolata var. sphaerostachya, Convolvulus althaeoides, Asphodelus microcarpus, Carex flacca subsp. serratula, Ophrys sphegodes subsp. praecox, Orchis collina, Orchis longicornu, Urginea undulata, Urginea maritima, Scilla obtusifolia, Scilla autumnalis, Ranunculus bullatus, Ranunculus fiabellatus, Ornithogalum corsicum, Bellis sylvestris, Leontodon tuberosus, Anemone hortensis, Ranunculus bullatus, Ambrosinia bassii, Scilla obtusifolia e Scilla autumnalis.

## Ecologia
Le specie del genere Bellis sono particolarmente favorite nei prati a pascolo o a sfalcio. Grazie alla loro minima altezza e soprattutto alla defilata posizione delle foglie (rosetta basale) di queste piante, sfuggono al taglio rispetto ad altre specie più alte. Un altro fattore a favore è la precoce fioritura, prima del primo taglio. Anche la propagazione clonale favorisce la crescita delle piante in questi habitat. Queste caratteristiche fenologiche sono importanti per adattare in modo positivo le piante al ritmo delle variazioni dell'altezza della cotica erbosa.

## Sistematica
La famiglia di appartenenza di questa voce (Asteraceae o Compositae, nomen conservandum) probabilmente originaria del Sud America, è la più numerosa del mondo vegetale, comprende oltre 23.000 specie distribuite su 1.535 generi, oppure 22.750 specie e 1.530 generi secondo altre fonti (una delle checklist più aggiornata elenca fino a 1.679 generi). La famiglia attualmente (2021) è divisa in 16 sottofamiglie; la sottofamiglia Asteroideae è una di queste e rappresenta l'evoluzione più recente di tutta la famiglia.

### Filogenesi
La tribù Astereae (una delle 21 tribù della sottofamiglia Asteroideae) comprende circa 40 sottotribù. In base alle ultime ricerche nella tribù sono stati individuati (provvisoriamente) 5 principali lignaggi:
- Basal grade: include alcuni generi isolati, il gruppo "South American-Oceania",  alcune sottotribù africane e il gruppo dei generi legnosi del Madagascar.
- Bellis lineage: comprende le sottotribù eurasiatiche e una sottotribù africana.
- Aster lineage: include i generi asiatici di Asterinae e i principali gruppi dell'Australia e dell'Oceania.
- Baccharis lineage: include alcuni gruppi sudamericani.
- North American lineage: include la vasta gamma di sottotribù del Nordamerica, Messico e alcuni gruppi distribuiti nel Sudamerica.

Il genere  Bellis (insieme alla sottotribù Bellidinae) è incluso nel lignaggio "Bellis lineage".
All'interno del gruppo Bellis sono stati individuati due cladi annidati (vedi cladogramma a lato - semplificato) e un gruppo basale:
- (1) gruppo B. perennis con cinque specie (sia annuali che perenni) e tre livelli di poliploidia, distribuite in tutto il Mediterraneo (altre specie italiane appartenenti al gruppo: B. annua e B.margaritifolia);
- (2) gruppo B. sylvestris con cinque specie (sia annuali che perenni) e cinque livelli di poliploidia, distribuite soprattutto nel Mediterraneo occidentale;
- (3) gruppo basale di specie perenni con diversi gradi di morfologia.

Il cladogramma seguente (semplificato) mostra una possibile configurazione filogenetica del genere (la specie di questa voce è evidenziata):
|  | B. annua - B. bernardi - B. margaritaefolia - Bellis perennis |
|  |                                                               |
|  | B. azoica                                                     |
|  |                                                               |

|  | B. caerulescens - B. pappulosa - Bellis sylvestris |
|  |                                                    |
|  | B. cordifolia                                      |
|  |                                                    |

|  | B. annua - B. bernardi - B. margaritaefolia - Bellis perennis |
|  |                                                               |
|  | B. azoica                                                     |
|  |                                                               |

|  | B. caerulescens - B. pappulosa - Bellis sylvestris |
|  |                                                    |
|  | B. cordifolia                                      |
|  |                                                    |

|  | B. annua - B. bernardi - B. margaritaefolia - Bellis perennis |
|  |                                                               |
|  | B. azoica                                                     |
|  |                                                               |

|  | B. caerulescens - B. pappulosa - Bellis sylvestris |
|  |                                                    |
|  | B. cordifolia                                      |
|  |                                                    |

|  | B. annua - B. bernardi - B. margaritaefolia - Bellis perennis |
|  |                                                               |
|  | B. azoica                                                     |
|  |                                                               |

|  | B. caerulescens - B. pappulosa - Bellis sylvestris |
|  |                                                    |
|  | B. cordifolia                                      |
|  |                                                    |

I caratteri distintivi della specie sono:
- il ciclo biologico della pianta è perenne;
- tutte le foglie sono nella rosetta basale;
- la lamina della foglia è oblanceolata, progressivamente ristretta nel picciolo;
- le brattee dell'involucro sono acute.

Il numero cromosomico di B. sylvestris è: 2n = 36, 54.

### Variabilità
A quote più alte la fioritura della Pratolina autunnale diventa da autunnale a primaverile e quindi contemporanea alla Bellis perennis, inoltre facilmente si ibrida con la Bellis annua per cui risulta difficile separarla in modo chiaro e netto dalle due specie indicate.

Di questa pianta viene elencata una sola varietà: var. papulosa Lange.

### Sinonimi
Questa entità ha avuto nel tempo diverse nomenclature. L'elenco che segue indica alcuni tra i sinonimi più frequenti
- Bellis atlantica Boiss. & Reut.
- Bellis hirta  Host
- Bellis longifolia  Orph. ex Nyman
- Brachyscome sylvestris  Klatt
- Doronicum bellidiastrum  Sm.

### Specie simili
La “Pratolina” appartiene ai classici fiori dei prati italiani. Molte specie (anche di generi diversi) sono simili (ad un primo sguardo distratto) alla Bellis sylvestris. Tra le specie dello stesso genere (Bellis) distinguiamo:
- Bellis annua L. - Pratolina annuale: porta delle foglioline anche nella parte inferiore dello scapo fiorifero, i capolino sono lievemente più piccoli, il ciclo biologico è annuo e fiorisce in inverno-primavera.
- Bellis margaritifolia Hunter - Pratolina calabrese: le dimensioni sono maggiori, mentre il fusto è glabro; la distribuzione è relativa al sud dell'Italia.
- Bellis perennis L. - Pratolina comune: questa specie si presenta con capolini più piccoli; può essere distinta dalla sylvestris dal fatto che le squame dell'involucro terminano con un apice arrotondato (e non appuntito).

Per le specie di altri generi possiamo citare:
- Aster bellidiastrum (L.) Scop. - Astro falsa pratolina: è una pianta più alta e si può distinguere dall'involucro formato da più serie di squame.
- Leucanthemopsis alpina (L) Heywood -  Margherita alpina: vegeta a quote più alte (2000- 3600 m s.l.m.) e si differenzia sia per le foglie maggiormente seghettate che per l'involucro con squame su più serie disposte in modo embricato.

Per finire citiamo il genere Leucanthemum (le “classiche” margherite dei campi) le cui specie si differenziano sia per la maggiore altezza, ma anche per la presenza di foglie lungo il fusto e infine per l'involucro formato da squame su più serie disposte in modo embricato.